# 牛川喜幸
牛川 喜幸（うしかわ よしゆき、1935年10月11日 - 2009年2月16日）は、日本の造園学者。長岡造形大学名誉教授。専門は日本庭園史。農学博士。

## 来歴
香川県高松市出身。1959年、京都大学農学部林学科を卒業し、引き続き大学院に進み、1961年に京都大学大学院農学研究科林学専攻修士課程を修了した。文化庁で主任文化財調査官を務め、奈良国立文化財研究所飛鳥藤原宮跡発掘調査部長となる。1993年より長岡造形大学造形学部環境デザイン学科教授に就任した。
1998年 - 1999年に日本庭園学会会長、2003年に日本遺跡学会会長をそれぞれ務め、京都橘大学文学部文化財学科教授でもあった。平成18年度日本造園学会賞上原敬二賞を受賞した。2007年、瑞宝小綬章を受章。
2009年2月に、虚血性心疾患により、奈良市の自宅で死去した。

## 著書
- 『写真測量による仏像実測図集』（共著）平凡社 1975年
- 『PHOTOGRAMMETRIC ELEVATIONS OF JAPANESE BUDDHIST STATUES』1975年
- 『池泉の庭 日本の庭園 2巻』（写真は井上博道）講談社 1981年
- 『バーミヤーン 京都大学中央アジア学術調査報告』同朋舎 1984年
- 『BAMIYAN ART AND ARCHAEOLOGICAL RESEARCHES ON THE BUDDHIST CAVE TEMPLES IN AFGHANISTAN 1970-1978』1984年
- 『日本の庭園』（写真は井上博道）講談社 1991年（再刊：1996年）
- 『古代庭園の研究 水をめぐる造形とその系譜』私家版 1993年
- 『寝殿造の総合的研究』（研究代表者）1994年
- 『Concerning the Garden Called Soun-en』1995年
- 『巣雲園考』 同朋舎出版 1995年